# Grias colombiana
Espèce
Statut de conservation UICN

 VU B1+2c, D2 : Vulnérable
Grias colombiana est une espèce de plantes à fleurs de la famille des Lecythidaceae.

## Publication originale
- Fieldiana, Botany 27(2): 96. 1951.